# Fórmula de Cauchy para integrações repetidas
A Fórmula de Cauchy para integrações repetidas ou sucessivas, enunciada por Augustin Louis Cauchy, permite compactar n antidiferenciações de uma função em uma integral simples (cf. Fórmula de Cauchy).

## Caso escalar
Seja ƒ uma função contínua na reta real.  Então a n-ésima antiderivada de ƒ,
{\displaystyle f^{(-n)}(x)=\int _{a}^{x}\int _{a}^{\sigma _{1}}\cdots \int _{a}^{\sigma _{n-1}}f(\sigma _{n})\,d\sigma _{n}\cdots \,d\sigma _{2}\,d\sigma _{1},}
é dada pela simples integração
{\displaystyle f^{(-n)}(x)={\frac {1}{(n-1)!}}\int _{a}^{x}\left(x-y\right)^{n-1}f(y)\,dy.}
Uma prova é dada por indução.  Desde que ƒ seja contínua, o caso mais simples é dado por
{\displaystyle {\frac {d}{dx}}f^{(-1)}(x)={\frac {d}{dx}}\int _{a}^{x}f(y)\,dy=f(x).}
Um pequeno trabalho demonstra também
{\displaystyle {\frac {d}{dx}}f^{(-n)}(x)={\frac {d}{dx}}{\frac {1}{(n-1)!}}\int _{a}^{x}\left(x-y\right)^{n-1}f(y)\,dy=f^{[n-1]}(x).}
Portanto, ƒ(-n)(x) resulta na n-ésima antiderivada de ƒ(x).